# Schoenorchis gemmata
Schoenorchis gemmata är en orkidéart som först beskrevs av John Lindley, och fick sitt nu gällande namn av Johannes Jacobus Smith. Schoenorchis gemmata ingår i släktet Schoenorchis och familjen orkidéer. Inga underarter finns listade i Catalogue of Life.

## Bildgalleri

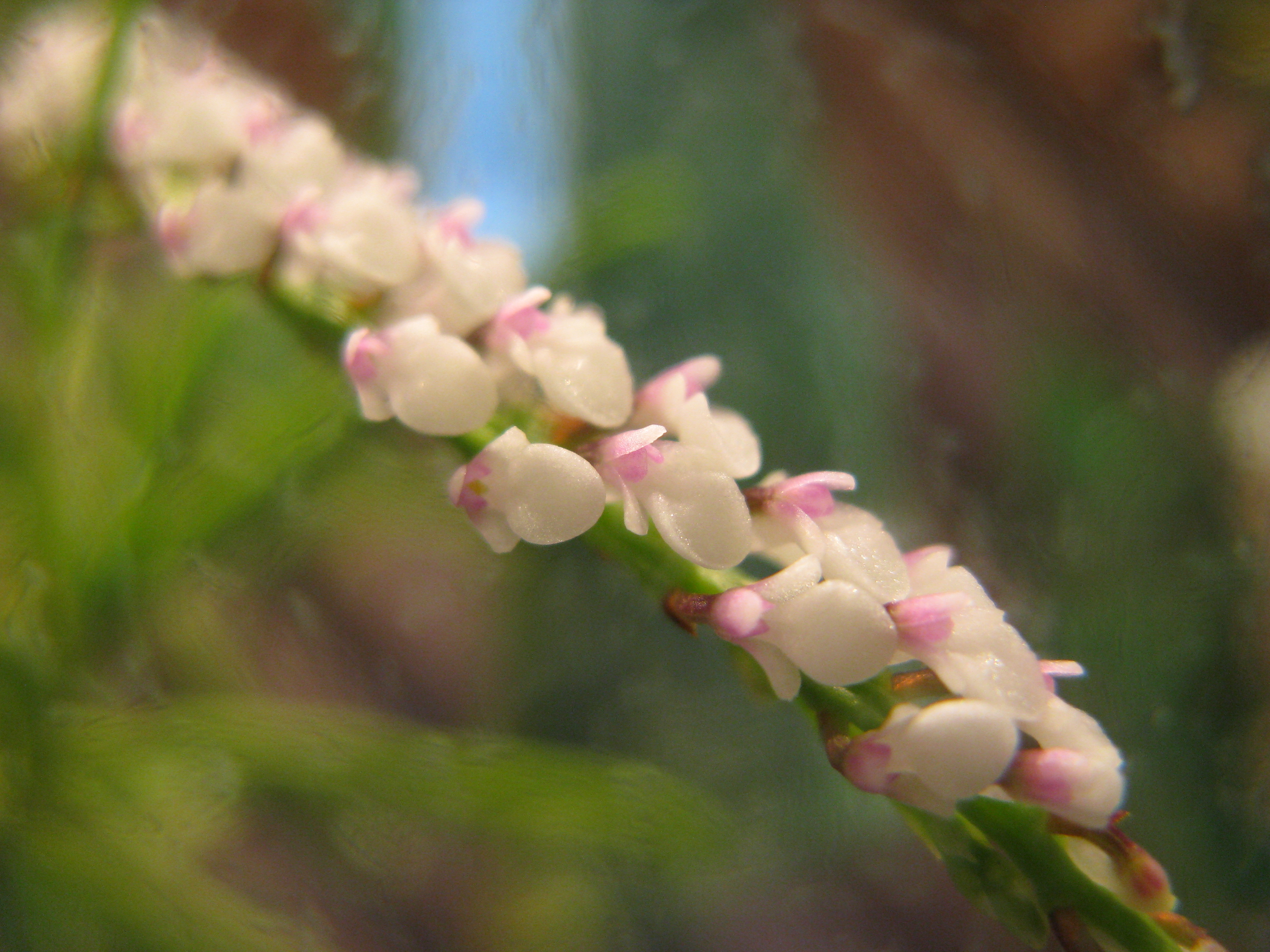
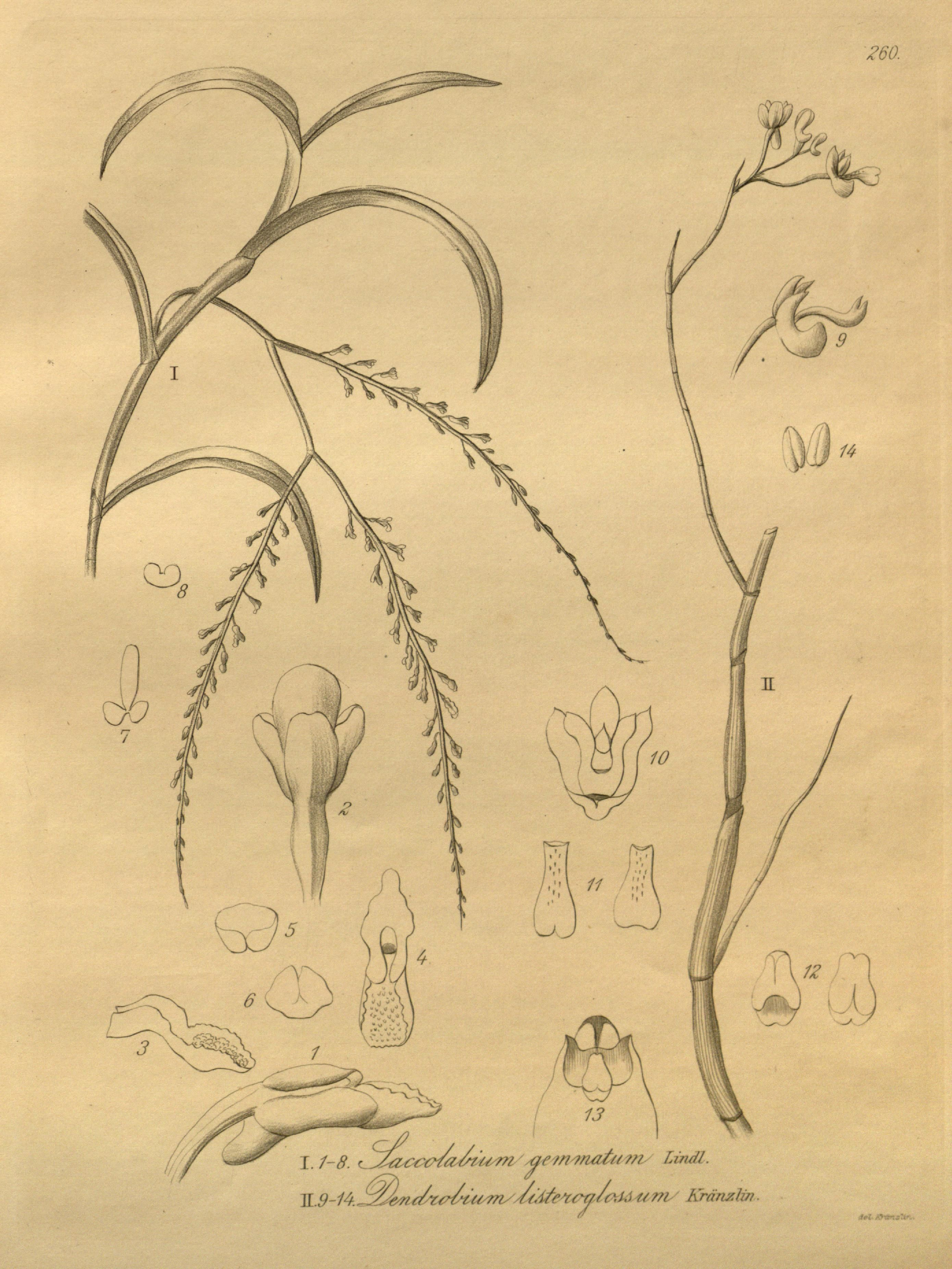
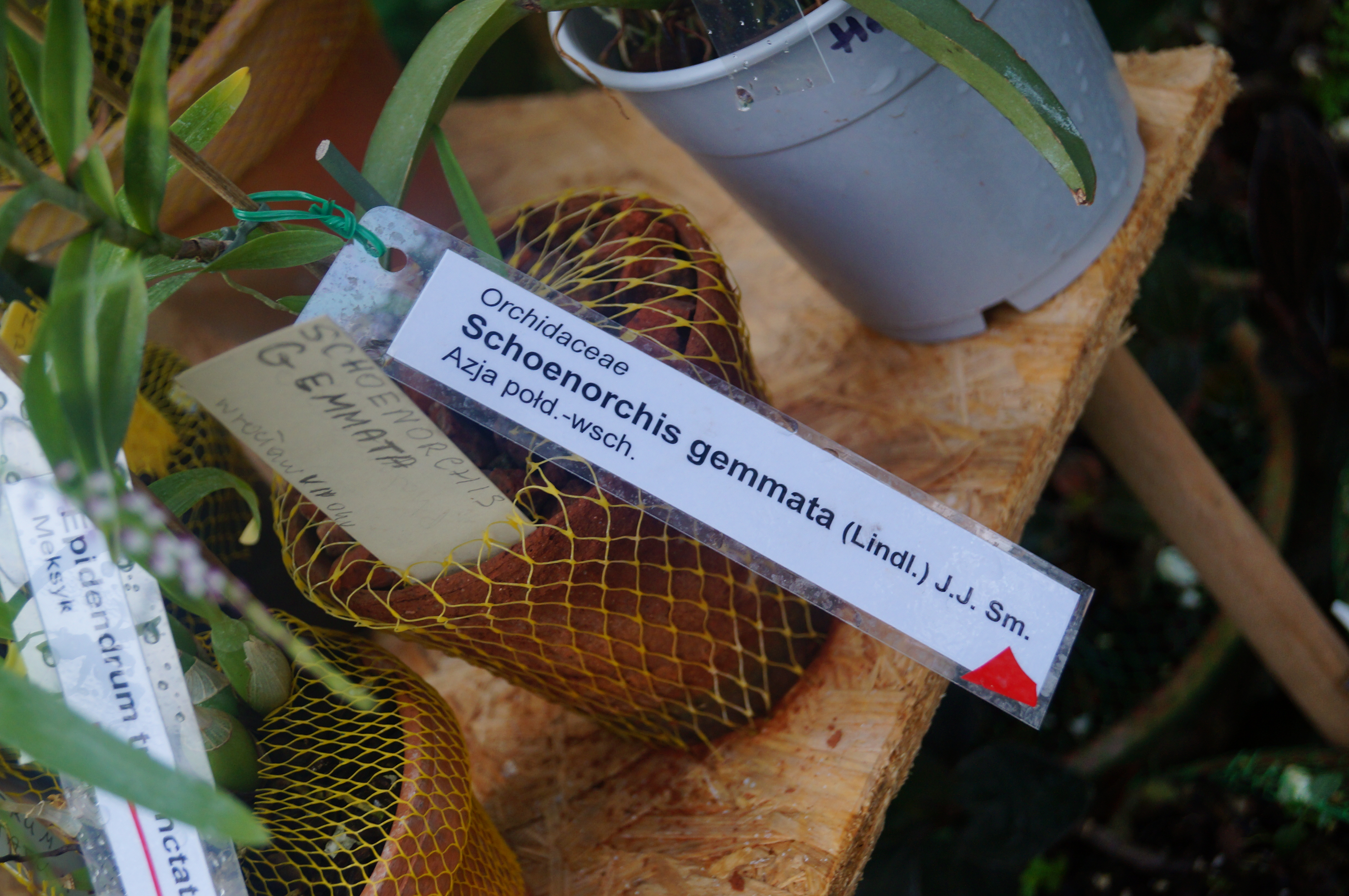